# Polyplectropus manni
Polyplectropus manni là một loài Trichoptera trong họ Polycentropodidae. Chúng phân bố ở miền Australasia.